# Jouxtens-Mézery
Jouxtens-Mézery es una comuna suiza del cantón de Vaud, ubicada en el distrito de Lausana. Limita al noroeste con la comuna de Lausana, al noreste con Romanel-sur-Lausanne, al sureste con Prilly, al suroeste con Renens, y al oeste con Crissier.